# 詹姆斯·金 (橄欖球運動員)
詹姆斯·金（英語：James King，1990年7月24日—），威爾斯橄欖球運動員。他是威爾斯國家橄欖球隊的一員，代表威爾斯參加了2015年世界盃橄欖球賽。